# Валя-Руминештілор
Валя-Руминештілор (рум. Valea Rumâneștilor) — село у повіті Арджеш в Румунії. Адміністративно підпорядковане місту Кимпулунг.
Село розташоване на відстані 122 км на північний захід від Бухареста, 48 км на північ від Пітешть, 145 км на північний схід від Крайови, 59 км на південний захід від Брашова.

## Населення
За даними перепису населення 2002 року у селі проживали 407 осіб, усі — румуни. Усі жителі села рідною мовою назвали румунську.